# Хуан Пабло Фрейтес
Хуан Пабло Фрейтес (ісп. Juan Pablo Freytes, нар. 11 січня 2000) — аргентинський футболіст, захисник бразильського клубу «Флуміненсе». Виступав також за низку аргентинських і закордонних клубів.

## Ігрова кар'єра
Хуан Пабло Фрейтес народився 2000 року в місті Тісіно, та є вихованцем футбольної школи клубу «Ньюеллс Олд Бойз». У 2019 році Фрейтес розпочав грати в основній команді клубу, проте гравцем основного складу не став, і в 2021—2022 роках грав у оренді в клубі «Індепендьєнте Рівадавія», а в 2023 році в оренді в чилійському клубі «Уніон Ла-Калера». У 2024 році футболіст на умовах постійного контракту грав у перуанському клубі «Альянса Ліма». З 2025 року Хуан Пабло Фрейтес грає в бразильському клубі «Флуміненсе».